# Campeonato Amapaense 2016
In 2016 werd het 71ste Campeonato Amapaense gespeeld voor voetbalclubs uit de Braziliaanse staat Amapá. De competitie werd gespeeld van 5 juni tot 8 september en werd georganiseerd door de FAF. Santos werd kampioen. 
De kampioen mag deelnemen aan de Copa do Brasil 2017, Copa Verde 2017 en de twee eersten aan de Série D 2017.

## Eerste toernooi

### Groepsfase
| Plaats | Club      | Wed. | W | G | V | Saldo | Ptn. |
| ------ | --------- | ---- | - | - | - | ----- | ---- |
| 1.     | São Paulo | 4    | 2 | 2 | 0 | 9:1   | 8    |
| 2.     | Trem      | 4    | 2 | 2 | 0 | 10:3  | 8    |
| 3.     | Santos    | 4    | 2 | 2 | 0 | 5:1   | 8    |
| 4.     | Macapá    | 4    | 0 | 1 | 3 | 3:7   | 1    |
| 5.     | Santana   | 4    | 0 | 1 | 3 | 0:15  | 1    |

|  | Geplaatst voor finale |

### Finale
|                |             |       |                |               |
| 21 juli Finale | São Paulo   | 1 – 2 | Trem           | Zerão, Macapá |
| 21 juli Finale | Everton 75' |       | 60' (67) Lucão | Zerão, Macapá |

| São Paulo-AP | Trem |

## Tweede toernooi

### Groepsfase
| Plaats | Club      | Wed. | W | G | V | Saldo | Ptn. |
| ------ | --------- | ---- | - | - | - | ----- | ---- |
| 1.     | Santos    | 4    | 3 | 1 | 0 | 8:1   | 10   |
| 2.     | Macapá    | 4    | 2 | 1 | 1 | 8:4   | 7    |
| 3.     | São Paulo | 4    | 2 | 0 | 2 | 11:5  | 6    |
| 4.     | Trem      | 4    | 1 | 0 | 3 | 4:9   | 3    |
| 5.     | Santana   | 4    | 1 | 0 | 3 | 3:15  | 3    |

|  | Geplaatst voor finale |

### Finale
In geval van gelijkspel wint de club met het beste resultaat in de groepsfase.
|                |        |     |        |               |
| 21 juli Finale | Santos | 0-0 | Macapá | Zerão, Macapá |
| 21 juli Finale |        |     |        | Zerão, Macapá |

| Santos | Macapá |

## Finale
|                    |                |       |            |               |
| 8 september Finale | Trem           | 1 – 1 | Santos     | Zerão, Macapá |
| 8 september Finale | Zé Adriano 14' |       | 70' Rubran | Zerão, Macapá |
| 8 september Finale | Strafschoppen  |       |            | Zerão, Macapá |
| 8 september Finale | 1 - 3          |       |            | Zerão, Macapá |

## Topschutters
| Speler            | Speler  | Goals | Club      |
| ----------------- | ------- | ----- | --------- |
| Vlag van Brazilië | Everton | 8     | São Paulo |

## Kampioen
| Campeonato Amapaense de 2016 |
| Amapá                        |
| ---------------------------- |
| SANTOS Kampioen (5° titel)   |